# Musicians United for Safe Energy

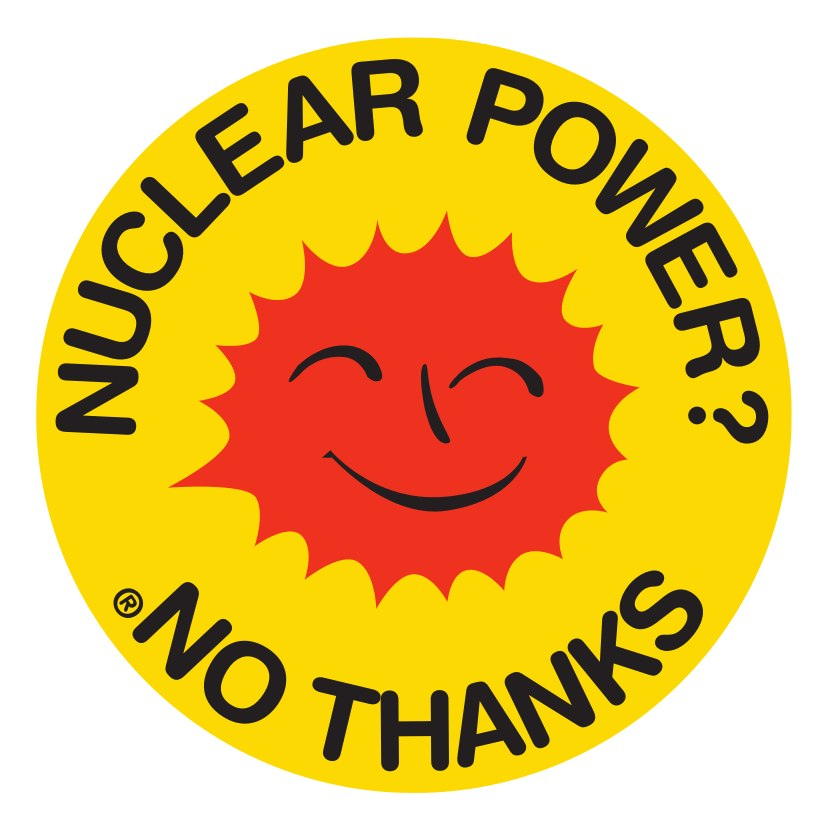

Musicians United for Safe Energy, o nella forma abbreviata MUSE (""musicisti uniti per l'energia sicura""), è un gruppo di attivisti fondato nel 1979 dai musicisti rock Jackson Browne, Graham Nash, Bonnie Raitt, e John Hall per sensibilizzare l'opinione pubblica sull'utilizzo dell'energia pulita in luogo dell'energia nucleare, in particolare dopo l'incidente avvenuto alla centrale nucleare di Three Mile Island nel marzo del 1979.
MUSE organizzò una serie di cinque eventi (denominati The MUSE Concerts for a Non-Nuclear Future) al Madison Square Garden e al Battery Park di New York nel settembre 1979. Ai concerti parteciparono anche altri artisti tra cui Crosby, Stills & Nash, Bruce Springsteen, James Taylor, Carly Simon, The Doobie Brothers, Jesse Colin Young, Gil Scott-Heron e Tom Petty. A sostegno dell'iniziativa furono poi realizzati un triplo album con la registrazione di alcuni momenti dei concerti e il film No Nukes distribuito nelle sale nel 1980.